# Armelio Luis García
Armelio Luis García est un footballeur puis entraîneur, né le 21 septembre 1967 à Chivirico, chef-lieu de la municipalité de Guamá (Cuba). Il a notamment dirigé les sélections de Cuba et d'Haïti (avec laquelle il remporte la Coupe caribéenne des nations 2007) et participé avec ces deux nations à la phase finale de la Gold Cup.

## Biographie

### Joueur professionnel
Armelio Luis García évolue durant sa carrière de joueur au poste de défenseur au sein du FC Santiago de Cuba. International cubain, il compte 11 sélections (un but marqué), dont 8 matches dans le cadre des éliminatoires de la Coupe du monde 1998.

### Entraîneur

#### Sélection cubaine
La première expérience de García en tant que sélectionneur date de décembre 2004 lorsqu'il est nommé à la tête de l'équipe nationale cubaine, succédant au péruvien Miguel Company dont il avait été l'adjoint. Les Cubains sont alors engagés en Coupe caribéenne des nations et bénéficient au premier tour de qualification des forfaits de leurs trois adversaires : la République dominicaine, les Antilles néerlandaises et le Guyana. Au tour suivant, ils éliminent brillamment la sélection martiniquaise (victoires 2-0, à l'aller comme au retour) avant de franchir l'obstacle haïtien lors de la dernière phase qualificative (victoire cubaine 1-0 à Port-au-Prince puis match nul 1-1 après prolongations à La Havane). Le parcours des Cubains en phase finale de la Coupe caribéenne des nations est presque parfait : ils remportent les deux premières rencontres, face à la Barbade, pays organisateur puis devant les Soca Warriors de Trinité-et-Tobago avant de perdre le match pour le titre contre la Jamaïque. Néanmoins, cette deuxième place dans la compétition leur permet d'accéder à la phase finale de la Gold Cup 2005.
Le tirage au sort n'est pas favorable à la sélection cubaine, placée dans le groupe B en compagnie des États-Unis, du Canada et du Costa Rica. Le miracle n'a pas lieu pour les hommes de García puisqu'ils sont battus lors des trois rencontres qu'ils disputent, parvenant tout juste à marquer un but à chaque match. La seule performance de Cuba aura été d'ouvrir le score face aux Américains, avant de sombrer 1-4. Le bilan de Luis Armelio García à la tête de l'équipe de Cuba de football est de 10 matches, 5 victoires, 1 nul et 4 défaites.

#### Sélection haïtienne
En fin d'année 2006, García est choisi par les dirigeants de la Fédération haïtienne pour prendre en main l'équipe nationale, succédant à Carlo Marcelin. La principale mission du Cubain est de redorer le blason du football haïtien et de bien figurer lors de la prochaine édition de la Coupe caribéenne des nations, prévue en 2007 à Trinité-et-Tobago. Sa présentation officielle a lieu le 6 décembre 2006.
Après plusieurs tours éliminatoires (dont le premier qui les voit sortir les Jamaïcains, tenants du titre), Haïti parvient à se qualifier pour la phase finale, où elle est versée dans le groupe A en compagnie du pays organisateur, de la Martinique et de la Barbade. Les Grenadiers terminent en tête de la poule puis disposent en demi-finale de la Guadeloupe, battue 3-1. En finale à Port of Spain, García voit ses hommes s'imposer face aux Soca Warriors trinidadéens deux buts à un. C'est le premier titre d'Haïti dans cette compétition et le premier trophée de la sélection depuis la victoire en Coupe caribéenne des nations 1979. Ce succès permet à Haïti de se qualifier pour la phase finale de la Gold Cup, organisée durant l'été 2007 aux États-Unis. La belle aventure haïtienne s'arrête cependant à l'issue du premier tour puisque les Rouge et Bleus terminent à la dernière place de leur groupe, devancés par le Canada, le Costa Rica et la Guadeloupe. Reconduit malgré cet échec, Luis Armelio García annonce, à la surprise générale, sa démission en janvier 2008. Il est remplacé par l'attaquant international Wagneau Eloi, qui va occuper un poste inédit de sélectionneur-joueur. 
Le bilan d'Armelio Luis García à la tête de la sélection haïtienne est le suivant : 17 matches, 10 victoires, 4 nuls et 3 défaites.

#### Expériences en club
Par la suite, il prend les rênes d'un club de Martinique, l'Aiglon du Lamentin, avec lequel il remporte la Coupe de Martinique en 2009.
En janvier 2013, il fait son retour à Haïti puisqu'il est nommé entraîneur du Victory Sportif Club, l'un des pensionnaires du championnat de Ligue Haïtienne. Néanmoins, en juin 2013, il annonce sa démission.
Le 24 février 2016, il démissionne de son poste d'entraineur de l'Aiglon du Lamentin en pleine tourmente après deux saisons et demie. Pour la saison 2016-2017, il rejoint le banc de l'Eclair en R2 qui vise la promotion en R1.
Le 29 novembre 2017, Armelio García rejoint le Golden Lion de Saint-Joseph en cours de saison pour remplacer Julien Certain.

## Palmarès(entraîneur)

### En équipe nationale
- Coupe caribéenne des nations (1) :
  - Vainqueur en 2007 avec Haïti.
  - Finaliste en 2005 avec Cuba.

### En club
- Coupe de la Martinique (2) :
  - Vainqueur en 2009 avec l'Aiglon du Lamentin.
  - Vainqueur en 2019 avec le Golden Lion.

- Ligue Antilles (1) :
  - Vainqueur en 2018 avec le Golden Lion.